# Donja Ržanica
Donja Ržanica es un pueblo ubicado en el municipio de Berane, en Montenegro.

## Demografía
Hasta 2011 la población era de 910 habitantes, conformada por 273 hogares y 344 viviendas.
| 833                                                              | 846 | 859 | 936 | 865 | 841 | 810 | 910 |
| (Fuente: Population statistics of Eastern Europe & former USSR.) |     |     |     |     |     |     |     |

| Etnicidad                                           | Número | Porcentaje |
| --------------------------------------------------- | ------ | ---------- |
| Serbios                                             | 532    | 65,67 %    |
| Montenegrinos                                       | 246    | 30,37 %    |
| Croatas                                             | 3      | 0,37 %     |
| Yugoslavos                                          | 1      | 0,12 %     |
| Otros                                               | 28     | 3,46 %     |
| Fuente: Republic of Montenegro. Statistical Office. |        |            |